# Cambridge Z88
Il Cambridge Z88 è un computer portatile ideato da Clive Sinclair e commercializzato da Cambridge Computers Ltd. a partire dal 1988. È un computer portatile basato sul microprocessore Zilog Z80A operante a 3,28 MHz. L'alimentazione è fornita tramite comuni batterie AA che garantiscono un'autonomia massima di 20 ore.

## Storia
Dopo la crisi della sua società Sinclair Research, Clive Sinclair fu costretto a vendere il marchio Sinclair e tutta la relativa divisione degli home computer ad Amstrad. Clive Sinclair non si fermò e fondò una nuova società, la Cambridge Computers Ltd., con la quale continuò lo sviluppo di un progetto che aveva iniziato anni prima in Sinclair Research, quello del computer Pandora. Nacque così lo Z88, un computer portatile compatto, le dimensioni erano quelle di un comune foglio A4, e dal ridotto peso, soli 900 grammi: per questo motivo, lo Z88 era un vero computer "portatile" e non semplicemente "trasportabile" come altri sistemi allora in commercio.
Lo Z88 fu anticipato al Which Computer? Show di febbraio del 1987 e poi mostrato al PCW Show dell'agosto dello stesso anno. La commercializzazione iniziò l'anno seguente come Cambridge Z88.
Il computer riscosse un buon seguito per le sue doti di compattezza e dotazione software, e ancora oggi sono attive società per la compravendita di Z88 usati che forniscono anche assistenza tecnica e sviluppo di software e di accessori per questo computer.

## Caratteristiche tecniche

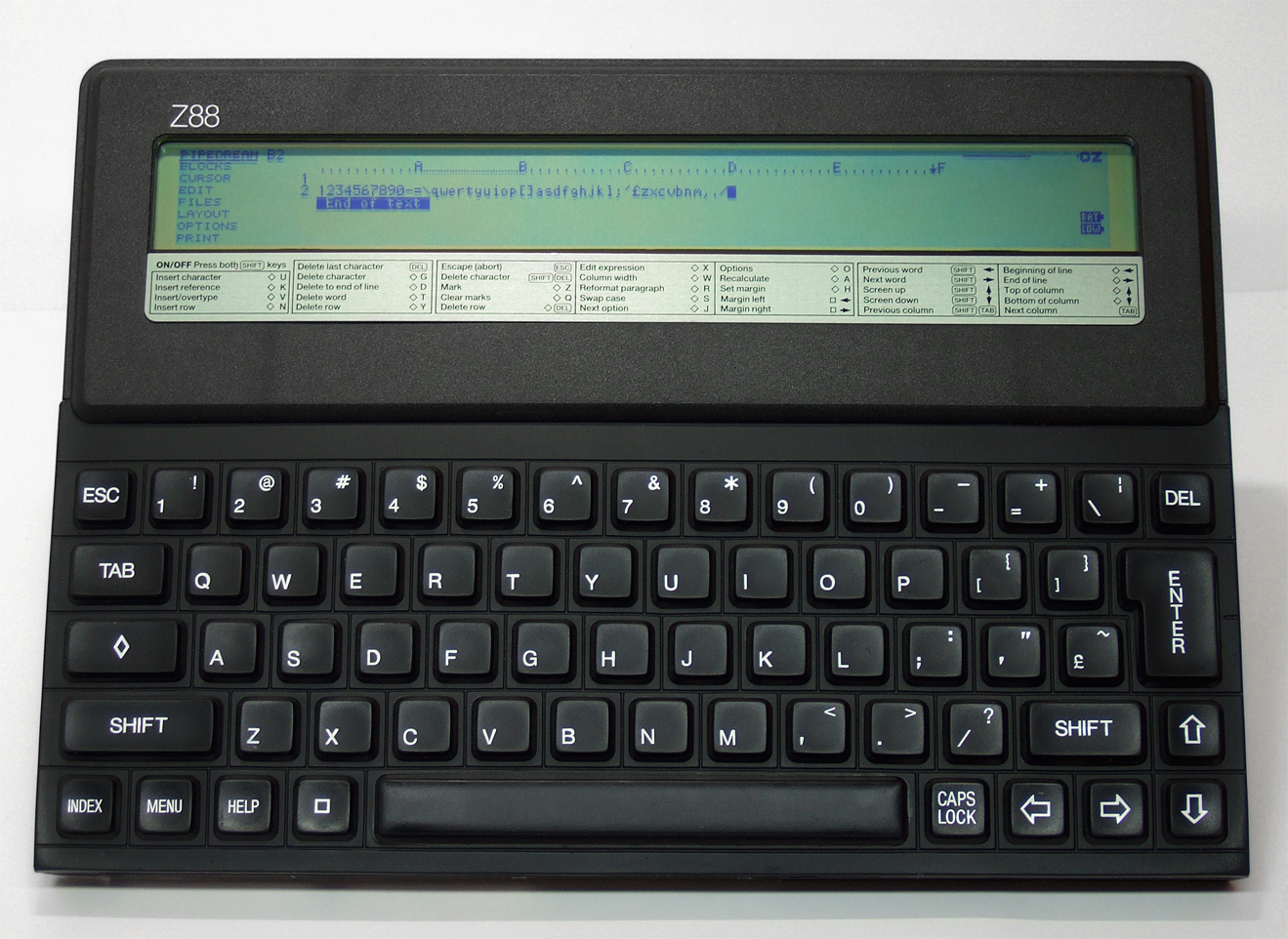
Lo Z88 con l'applicativo PipeDream avviato.

Lo Z88 è basato sulla CPU Z80A operante a 3,28 MHz di frequenza. La memoria ROM interna è di ben 128 kB, un quantitativo necessario a contenere sia il sistema operativo, denominato OZ, sia tutti gli applicativi preinstallati di serie sulla macchina: un'agenda, un editor di testo e foglio elettronico denominato PipeDream, un terminale per collegare lo Z88 ad altri computer, il BBC BASIC, un calendario, una calcolatrice, un orologio ed altri ancora.. La memoria RAM integrata è di 32, 64 o 128 kB, espandibile tramite cartucce inseribili in 3 porte esterne appositamente predisposte, poste sul lato anteriore. Le cartucce sono disponibili con tagli fino ad 1 MB, per un totale massimo di memoria installabile superiore a 3 MB: per superare il limite dei 64 kB di memoria indirizzabile dallo Z80 questa viene gestita tramite banchi da 16 kB l'uno. Da segnalare che le porte esterne possono essere utilizzate anche per collegare cartucce ROM contenenti programmi aggiuntivi ma anche cartucce EPROM o Flash, sulle quali è possibile scrivere direttamente dal computer (queste ultime cartucce possono essere utilizzate solo sulla terza porta).
Lo schermo integrato è a cristalli liquidi (LCD) con una risoluzione di 640×64 pixel. Normalmente lo schermo è diviso in due parti: una testuale a sinistra, che può visualizzare fino a 104×8 caratteri, ed una grafica a destra, che può arrivare fino a 256×64 pixel; in più c'è un'ulteriore area di 16×64 pixel all'estrema destra come finestra informativa per i messaggi del sistema (ad esempio la visualizzazione dello stato di carica delle batterie). Il computer non viene mai spento, solo lo schermo a cristalli liquidi viene disattivato ma lo stato del sistema resta "congelato" così che l'utente, alla successiva "accensione", ritrova tutti i programmi aperti in precedenza ed i dati su cui stava lavorando. Un condensatore garantisce l'alimentazione per il tempo necessario alla sostituzione delle batterie quando queste sono scariche.
La tastiera è di tipo a membrana (come quella dello ZX Spectrum) ed è presente una porta RS-232 alla quale è possibile collegare un modem, una stampante oppure interfacciarsi ad un altro computer.